# Strada Statale 66 Pistoiese
Die Strada Statale 66 (SS 66) ist eine italienische Staatsstraße, die 1928 zwischen Florenz und der SS 12 bei San Marcello Pistoiese festgelegt wurde. Sie geht zurück auf ein Teilabschnitt der 1923 festgelegten Strada nazionale 55. Wegen ihrer Führung in der Gegend um Pistoia erhielt die SS 66 den namentlichen Titel Pistoiese. 
Ihre Länge betrug 68 Kilometer. 2001 wurde sie abgestuft und ist jetzt eine Regionalstraße. Auf ihrem Weg zwischen Florenz und Pistoia umläuft sie die Provinzhauptstadt Prato südlich, welche dadurch über das 1928 festgelegte Grundnetz der Staatsstraßen nicht angeschlossen wurde.